# 規格争い
規格争い（きかくあらそい、規格戦争）とは、同じ用途で非互換技術規格が並立状態にあること。特に電子媒体やインタフェース、ソフトウェアの分野で用いられる。

## 発生原因
自社が研究開発した技術規格を業界標準規格（優位規格）にせんとする開発者や企業の間で起こる争い。
開発者にとって全ての規格が同じになった場合、市場のコモディティ化が生じる。そうすると、競争の要因は価格だけとなり、特に低開発費・低価格を武器とする新規参入者や発展途上国との競争に晒される。
自社の採用する規格が業界標準規格になった場合、自社の投資（研究、開発、設備、社内教育、使用者間のコミュニティ）が更に活用でき、場合によってはその規格に含まれる技術に関して特許ライセンス収入が見込める。
しかし、そうでない場合には投資が無駄になったり、二重投資になる。場合によっては逆に特許ライセンス料を払う必要がある（ただし、対抗規格にも自社規格と同じ特許が使われている場合があり、規格争いで敗北してもライセンス料収入が入る場合はある）。

## 収束原因
規格争いが収束する原因には、以下のものがある。
- ある規格が優勢となり、業界標準規格となる。
  - その原因にはその規格自体の技術的な優劣の他に参入メーカーが多かった、市場影響力の大きいメーカーが参入した、関連商品（例えばビデオ機器におけるビデオソフト）が多かったと言った外部要因もある。
- 複数規格の対応機器が主流になる（例：記録型DVDにおけるDVDスーパーマルチ）。
- 当初は対抗規格と見られたが、次第にその特性に見合った棲み分けができて共存するようになる（例：USBとIEEE 1394、IrDAとBluetoothなど）。
- 規格争い中に消費者が別の市場（異なる流通形態、次世代規格、既存方式など）に移り、元の市場が縮小して規格争いも低調になる。
  - 流通形態が根本的に変わってしまい、消費者や市場が流れていった（例：音楽CDの後継規格争い中に、インターネットによるiTunes Storeによる音楽配信と、それをiPod・iTunesなどのデジタル音楽プレイヤーで視聴する形式が普及）。
  - 規格争い中に次世代規格が登場し、消費者や開発者の関心がそちらに流れた（例：ビデオ戦争においてはDVD-RWとDVD-RAMが決着する前に、DVDの後継規格の勝者がブルーレイとなり、各陣営ともブルーレイに注力するようになった。この件では市場影響力が大きい上DVDまでのビデオ規格では敵対していたパナソニックとソニーが後継規格ではどちらもブルーレイ陣営であったことは特記に値する）。
  - 代替手段の普及により消費者や開発者の関心が失われた（例：MOとZIPの争いは、CD-Rに押されて低調のまま推移し、ブロードバンドインターネットによるデータ交換環境の整備やUSBメモリの出現により、両陣営とも大きな普及は見られないまま収束した）。
- 規格争い中の技術が標準化され、各陣営がそれに従う（例：WebクライアントサイドスクリプトのJScriptとJavaScriptの争いは、標準仕様のDOM、ECMAScriptが策定され、両陣営が従ったことにより収束した）。

## 長所と短所
消費者と開発者の立場によって、長所にも短所にもなる。
- 消費者にとっては、選択した規格が負けた場合、その規格に対応する機器や媒体、ソフトウェアが次第に入手しにくくなって、いずれ使えなくなる。その規格で記録した情報にアクセスできなくなるばかりか、費やした費用が無駄になったり、「勝った規格」の機器を買い直す必要もあり[注釈 1]、最悪の場合、「負けた規格」で記録した情報を「勝った規格」への移行さえできない場合もある[注釈 2]。また、それを回避するために、大勢が決まるまで買い控えが発生する。
- 規格同士での競争があるため、規格自体の機能向上が期待できる。同時に、当事者の企業は多くの投資を余儀なくされ、低価格化しにくい。しかし、一方では規格争いで主導権を握るために開発者が原価割れ覚悟の低価格戦略に出ることにより、かえって低価格化が速く進むこともある。
- 選択していた規格が負けてしまった企業は、最終的には二重投資を承知の上で勝った規格へ転換するか、撤退かの二者択一を求められる。また製品の場合製造物責任法（PL法）により、製造終了後から数年間は修理・消耗品販売・製品回収などの責任を負うことが義務付けられている[要出典]ため、「負けた規格」を購入した消費者に対するアフターサービスも必要となる。
- 消費者にとって、「勝った規格」と「負けた規格」においての変換アダプター[注釈 3]または変換ソフトウェアや、双方の規格に両対応した製品[注釈 4]を導入する必要性が出てきて、消費者の二重投資になる可能性がある。
- 開発者にとっては、ニーズによってハードウェアであれば複数の規格に対応した機器を製造する必要があり[注釈 5]、ソフトウェアであれば複数の規格に対応したコーデックで開発する必要があり、二重投資が必要になり、その結果、製品価格の上昇につながりかねない。
- ソフトウェア開発分野において、開発環境が違う複数の規格をサポートする必要性が少なからずあるため、当該ソフトウェアの特定プラットフォームにおいて不具合が発生するリスクが多くなる。

## 主な規格争い

### 家電機器
民生市場について記す。太字の項目は、商業的・歴史的にみて勝利したといえるもの。細い文字は引き分け、もしくは敗北。
- ビデオ関連規格（ビデオ戦争の項目も参照）
  - ビデオテープレコーダ：VHS 対 ベータマックス
  - 映像ディスク：LD 対 VHD
  - 小型ビデオテープ：8ミリビデオ 対 VHS-C
  - デジタルビデオテープ：DV 対 D-VHS
  - 映像ディスク：Super Density Disc 対 MultiMedia Compact Disc - 製品化前にDVDとして統一。
  - DVD関連規格
    - DVD フォーラム規格（DVD-） 対 DVD+RW アライアンス規格（Plus, DVD+）
    - DVD-RW 対 DVD-RAM - ただしほとんどのパソコン書き込み型DVDドライブはハイパーマルチであり、いずれも使用できることがほとんどである。

  - 記録型映像ディスク：DVD-RAM/RW 対 MVDISC
  - 第3世代光ディスク：BD 対 HD DVD
- オーディオ関連規格
  - レコードの形状：円筒型（フォノグラフ） 対 円盤型（グラモフォン） - 1877年にトーマス・エジソンが発明した円筒型レコード（フォノグラフ）と、1887年にエミール・ベルリナーが発明した円盤型レコード（グラモフォン）が競合したが、プレスによる量産が可能でありまた保管にも幅をとらないという利便性からグラモフォンの人気が高まり、フォノグラフは衰退していった。
  - レコードの回転数：LP盤（33回転） 対 EP盤（45回転） 対 SP盤（78回転）
  - 民生向けテープレコーダー（テープデッキ）用ノイズリダクション：ドルビーNR（アメリカ・ドルビーラボラトリーズ。B・C・S） 対 ANRS（日本ビクター〈現：JVCケンウッド〉。上位版のSuper ANRS含む） 対 Adres（東京芝浦電気〈現：東芝〉） 対 dbx NR（アメリカ・dbx）  - ただし、日本ビクターが開発したANRSは可聴上、ドルビーBタイプNRと互換性があった。
  - DATレコーダ向け高解像度・超高音質記録方式：96kHzハイサンプリング（HS-DAT） 対 スーパー・ビット・マッピング（SBM） - 技術面では結局、引き分けに終わったものの、両者ともに今日のデジタルオーディオにおけるハイレゾリューションオーディオの源流となった。
  - 大衆向けデジタルオーディオ向け録再メディア：MD 対 DCC
  - 音楽CDの後継規格（次世代オーディオディスク）：SACD 対 DVD-Audio - いずれの規格も音楽CDを置き換えるほどの普及はしていないものの、これらの経緯が後に登場するハイレゾ音楽配信サービスに活かされる事となった。
  - 音声圧縮：MP3 対 AAC-LC 対 WMA 対 ATRAC - MP3が勝利。AAC-LCはMP3の後継規格であるがやはり競合に勝利した。
  - アナログカセットテープ：コンパクトカセット 対 エルカセット - コンパクトカセットが勝利。オープンリールテープと同一のテープ幅の磁気テープを採用したカセット規格として、「オープンリールの音質をカセットに」と言うキャッチフレーズで製造販売されたエルカセットだったが、オープンリールとの差別化の失敗やデッキ（レコーダー）の販売メーカーでの規格普及の足並みの悪さ、コンパクトカセットに音楽用に特化したハイポジションテープやメタルテープが登場したことやノーマルポジションのテープにも音楽専用テープが開発されたり、コンパクトカセットデッキの高性能化、さらにウォークマンやコンパクトなラジカセの登場で外で音楽を聞けるようになったり、生録出来たコンパクトカセットテープに対して、テープの規格上ポータブル化に適さなかったため、完全に敗北し発売開始から4年足らずで終売・消滅した。
- メモリーカード
  - 大型：コンパクトフラッシュ 対 スマートメディア 対 マルチメディアカード
  - 中型：SDメモリーカード 対 メモリースティック 対 xDピクチャーカード - SDメモリーカードを導入するメーカーが多く、メモリースティックを導入したメーカーはソニー及び数社で、ソニーを含むメモリースティック陣営も、互換性の観点からSD陣営に移行もしくはSD / MS又はSD / XD両対応になっていった。
  - 小型：miniSDカード 対 メモリースティックDuo - 後述の超小型に需要が移行した。
  - 超小型：microSDカード 対 メモリースティックマイクロ対MMCマイクロ

### コンピュータ関連
- バス規格：MCA 対 EISA 対 VLバス 対 PCI - MCAはライセンス料金の問題・EISAはISA（ATバス）との互換性確保による性能低下がネックとなり、VLバスは486依存や信頼性の問題があり、次々と姿を消していった（ライセンス問題が敗北要因になった物としてはDDR SDRAMに対するRDRAMなどがある）。
- 大容量リムーバブルメディア：MO 対 HS 対 ZIP 対 各種リムーバブルハードディスク - 左記のディスクメディアの中ではMOが最後まで残ったがいずれも普及率が低く、2000年にUSBメモリが登場するとたちまち駆逐された。
- DRAM規格：DDR SDRAM 対 RDRAM
- 小型フロッピーディスク：3.5インチ 対 3インチ
- ウェブ標準：W3C 対 WHATWG - W3CはWHATWGの仕様を取り入れたHTML5の策定を決定し、両者の対立は収束した。
- リッチコンテンツ：Shockwave 対 Flash 対 Silverlight 対 Javaアプレット - 2000年代時点ではflashが優勢となっていたが、デジュリスタンダードであるHTML5の登場により規格争いは収束した。
- オフィス文書のファイル形式：OpenDocument 対 OpenXML
- UWB：MB-OFDM 対 DS-UWB
- 無線LAN：IEEE 802.11 対 HomeRF
- クロスプラットフォームのHTMLレンダリングエンジン：WebKit 対 Blink 対 Gecko
- 電子文書：PDF 対 DjVu 対 XPS（OpenXPS） 対 FlashPaper
- 非接触型ICカード（NFC）：MIFARE 対 NFC Type A/B 対 FeliCa - 日本でのみFelica優勢。
  - Felicaにおける電子マネー：交通系電子マネー（Suica、PASMOなど） 対 Edy 対 WAON 対 nanaco
  - クレジットカードにおけるFelica：iD 対 QUICPay 対 PiTaPa 対 Visa Touch / Smartplus[注釈 6] - iD / QUICPayはNTTドコモ / VJA連合やJCB / TS3 / モバイル決済推進協議会連合が積極的に加盟店開拓を行ったのに対して、Visa Touch / smartplusは三菱UFJニコス及びVISAインターナショナルが加盟店開拓に消極的であり、同時にQUICPayとの加盟店重複及び、発行会社の重複（UCS及びセディナ（旧OMCカード）・VISAインターナショナルのNFC推進の立場から、規模を縮小していった[要出典]。
  - クレジットカードにおける MIFARE：PayPass 対 Visa payWave 対 ExpressPay 対 J/Speedy - Contactless決済として統一[要出典]。
- スマートフォンにおけるモバイル決済：NFC（MIFARE/FeliCa）決済 対 QRコード決済（→QR・バーコード決済を参照）
- ウェブブラウザにおける動画圧縮コーデック：H.264 対 WebM（VP8）
- デジタル映像入出力インタフェース：HDMI 対 DisplayPort
- リムーバブルハードディスク：iVDR 対 REV 対 RDX
- タブレットのプラットフォーム：Android 対 iPad（iOS） 対 Windows（Windows 8 / 8.1/Windows 10/Windows RT & RT 8.1）

### 携帯電話
- 第2世代移動通信システム：GSM / GPRS 対 cdmaOne - 日本においてはPDC 対 cdmaOne
- 第3世代移動通信システム：EDGE 対 W-CDMA（UMTS） 対 CDMA2000（→CDMA2000 1x） - 日本においてはW-CDMA 対 CDMA2000 1x
- 第3.5世代移動通信システム：HSPA 対 CDMA2000 1xEV-DO
- 第3.9世代移動通信システム：LTE（FDD-LTE） 対 モバイルWiMAX[注釈 7] 対 AXGP（TD-LTE） 対 DC-HSDPA 対 UMB[注釈 8]
- 第4世代移動通信システム：LTE-Advanced 対 WiMAX2.1 対 AXGP（TD-LTE）
- 広帯域無線アクセス（BWA）：モバイルWiMAX 対 AXGP
- モバイルブラウザにおけるマークアップ言語：cHTML 対 HDML（WML） 対 MML - XHTML（XHTML MP）の策定により収束。なお、各種マークアップ言語においては後方互換がある程度確保されている。
- フィーチャーフォンのOS：Symbian OS 対 Linux 対 REX OS
- スマートフォンのOS：Windows Mobile（Windows Phone） 対 iOS 対 Android 対 Tizen 対 Firefox OS 対 Ubuntu Phone OS 対 harmony OS

### 放送、録音分野
- デジタルテレビ放送：ISDB 対 DVB 対 ATSC 対 DTMB
- 移動体デジタル放送：ワンセグ（ISDB-T） 対 DVB-H 対 DMB 対 ATSC-M/H - インターネット動画サイトの普及によりジャンル自体が下火となっている。
- 携帯端末向けマルチメディア放送：ISDB-Tmm[注釈 9] 対 MediaFLO[注釈 10] 対 DVB-H 対 T-DMB - 上に同じ。
- アナログ放送：NTSC 対 PAL 対 SECAM
- 映画館向け立体音響システム：ドルビーデジタル 対 DTS 対 SDDS

### 電気自動車（EV）の急速充電器
- CHAdeMO 対 コンバインド・チャージング・システム（英語版） 対 スーパーチャージャー（英語版） 対 GB/T27930 - 次期規格としてChaoJiを後継規格として統合の見込み[要出典]であったが、North American Charging Standard（英語版）が北アメリカにてテスラ社により策定され[要出典]、更なる規格争いが懸念される。

### その他
- 送電システム
  - 電流戦争及び商用電源周波数も参照
- 鉄道の軌間
  - 日本においては狭軌と標準軌。日本の改軌論争も参照